# Volfířov
Volfířov település Csehországban, a Jindřichův Hradec-i járásban. Volfířov Olší, Mrákotín, Horní Němčice, Heřmaneč, Český Rudolec, Dačice, Studená, Kostelní Vydří és Mysletice településekkel határos. Lakosainak száma 728 fő (2024. január 1.).

## Népesség
A település lakosságának változását az alábbi diagram mutatja:
| Lakosok száma | 2091 | 2066 | 1887 | 1264 | 838  | 677  | 718  | 723  | 700  | 728  |
|               | 1869 | 1890 | 1921 | 1950 | 1980 | 2001 | 2017 | 2019 | 2022 | 2024 |